# Polypedilum nigribasale
Polypedilum nigribasale är en tvåvingeart som beskrevs av Tokunaga 1964. Polypedilum nigribasale ingår i släktet Polypedilum och familjen fjädermyggor. Inga underarter finns listade i Catalogue of Life.